# 反イスラーム主義
反イスラーム主義（はんイスラームしゅぎ、anti-Islamism）あるいは反回主義（はんかいしゅぎ）とは、イスラーム（イスラム教）に対する否定的な感情や態度。「反イスラーム主義」のような言葉には厳密な定義が無く、単に非イスラームである事柄が「反イスラーム主義」と呼ばれることもある。

## 概要

反イスラームのロゴ

オックスフォード大学出版局の案内によれば、「反イスラーム主義」のような言葉は現在、法律上での一致した定義が無く、それは「イスラーム恐怖症」と同様である。社会科学も未だ、共通した定義を展開していない。イスラームやムスリム（イスラーム教徒）に対する否定的な感情や態度を指す用語は、多数存在している可能性がある。一例としては、
- 反イスラーム教徒主義
- 反イスラーム教徒的偏見
- 反イスラーム教徒的人種主義（人種差別）
- イスラーム教徒に対する不寛容
- イスラーム教徒への嫌悪
- イスラーム教徒恐怖症
- イスラーム教悪魔化
- イスラーム教徒悪魔化

といった類がある。ポール・L・ヘックの解説によれば、ムスリムやイスラーム的な人々が、イスラームでないものを「反イスラーム主義」と見なす傾向が拡大している。反ユダヤ主義が国家社会主義（ナチズム）に限定されていないことと同様に、反イスラーム主義は極右に限定されていない。

### 用例
以下は反イスラーム主義と呼ばれる対象の例：
- イスラームでない事柄[2]
- イスラーム恐怖症[5]
- 公表物・音楽・映画・インターネット等[6]
- 多神教[7]
- 合法性・論理性・実用主義的思考等[8]
- 法の支配、近代法治主義[9]
- 合理性・市民社会・民主主義・人権等[10]
- 主権者とは唯一神（アッラーフ）のみであることを信じないこと[11]
- 資本主義、懐疑主義、相対主義、不可知論、無神論、物質主義、虚無主義、脱構築主義、ポストモダニズム等[12]
- 自由主義（リベラリズム）[13]
- 思想・信条の自由[14]
- 表現の自由[15]
- 個人の自由、民主主義[16]
- 権威主義、疎外、多文化共生（文化的混合）[17]
- 女性の就労や学習[18]
- フェミニズム[19]
- 反テロリズム[20]
- 反一神教[21]
- 反キリスト教[21]
- 反ユダヤ教[21]
- 9.11以降アメリカで高まってきた怒りや恐怖[22]
- 西洋の拡大主義・帝国主義[23]
- 人種主義（人種差別）[24]

国際連合の2004年の総会では、反イスラーム主義、反ユダヤ主義、反アラブ主義、反ヨーロッパ主義、反アメリカ主義、反グローバリゼーションは等しく完全に拒絶されるべきだという声明が出されている。

#### 反・反イスラーム主義
佐々木拓雄の見解では、「反・反イスラーム主義」という用語は、イスラーム主義にも反イスラーム主義にも与しない態度を指す。この用語が指しているのは、イスラーム主義（聖典主義）運動に反対してはいるが、特定の運動とまでは言えない、ムスリムの世俗的反応である。

## 歴史
西ヨーロッパ・キリスト教社会と東地中海 = 北アフリカ・イスラーム社会の間には十字軍、レコンキスタ、オスマン帝国のヨーロッパへの侵略、近代の欧州のイスラム世界への侵略と植民地支配など歴史的対立が見られ、相互の不信は根強いものがあった。更に現代のアメリカの覇権主義とパレスチナ問題での親イスラエル的態度はこれらの地域のムスリムを激怒させ、過激派の浸透や教理の硬直化を招くこととなった。
ヨーロッパにおける一部のキリスト教徒（クリスチャン）やユダヤ教徒は、イスラム教徒内部の多様性を無視し、女子割礼や名誉の殺人、改宗の禁止、異教徒迫害、女性の隔離などのイスラーム社会の悪習・問題点を過度に一般化して「イスラームの本質」とし、「野蛮で人権を無視する遅れた宗教」とイスラム教を定義する傾向を強めた。一方ムスリムの側もこれらのプロパガンダに反発する形で教理を硬直化・過激化させ、結果としてこれらの悪習を「イスラームの良き道徳」として積極的に擁護し、キリスト教徒やユダヤ教徒へのジハードを唱える過激派の温存・浸透を招いた。
近年のヨーロッパではムスリムの移民が増えるにつれ、表向きの「寛容さ」とは裏腹にイスラム教徒に対する差別・蔑視・偏見などが横行し、それに反発してイスラームにすがる移民の若者との間で緊張が高まった。遂にはオランダやフランス、デンマークなどでムスリムの暴動やクリスチャンとムスリムとの騒乱が発生し、現在でも欧州各国はこのような暴動の再発を防ぐため対策を重ねている。
アメリカ合衆国の場合、プロテスタントの宣教師は、「反キリスト、暗黒、政治的専制の縮図」の代表としてイスラームを描くことに積極的であった。それにより、「キリスト教の救いによる光明、近代、民主主義」というアメリカのナショナル・アイデンティティを構築することを手助けしたのである。以下の幾人かのプロテスタントは、イスラムを批判している：パット・ロバートソン、ジェリー・ファルエル、ジェリー・ヴァインス)、アルバート・モーラー・ジュニアとフランクリン・グラハム。
「ムハンマド風刺漫画掲載問題」は、デンマークというプロテスタントの影響の強い国で起きている。
現代において、湾岸戦争や、イラク戦争のような最近の紛争は、イスラームと他の世界の間では避けがたい文明の衝突があるという認識を増大させ、「文明間の対話」に対抗して「文明の衝突」という理論を成立させた。
欧州以外でも、インド亜大陸ではイギリスの植民地統治により、ムスリムとヒンドゥーの間の対立が激化、印パ分離独立と印パ戦争へと発展した。現在でもヒンドゥー教徒が多数派を占めるインドでムスリムは迫害される存在であり、時折両者の間で騒乱が起きている（インドにおけるイスラーム参照）。
中華人民共和国では、少数のムスリムが迫害されている。
フィリピン（バンサモロ）、ミャンマー（ロヒンギャが住むラカイン州）、タイ王国（深南部）などの東南アジアでは、少数のムスリムが迫害されている。
歴史的にイスラーム社会とのかかわりが薄かった地域でも21世紀になり過激派組織ISILなどのイスラーム過激派によるテロが世界中へ報道されるにつれ、イスラームやムスリム（イスラム信者）全体への憎悪と偏見が広まり、反イスラーム感情が強くなりつつある。

## 主張
反イスラーム主義者達の主な主張を列挙する。

## 批判
反イスラーム主義に対する批判としては、主として文化相対主義的観点からによるものと、イスラーム的観点からによるものに大別される。それぞれ批判の立脚点が大きく異なることに注意。

### 文化相対主義的観点からの批判
反イスラーム主義者はイスラームを「本質的に狂信的であり、女性差別的で異教徒に対し攻撃的な宗教」と定義し、イスラームを攻撃している。しかしムスリム・非ムスリムを問わず文化相対主義者からすればこれは公平さを欠いた認識とされる。彼等によればイスラームの中にある狂信性、抑圧性、女性差別性などは世界の他の地域・他の文化や他の宗教にも同様に見られたものであり、反イスラーム主義者の意見はイスラームに対してのみそのような性質を著しく誇張（それと対比して自分達の文化・宗教を美化）するとしている。また、ムハンマドの個人的言動とイスラーム信仰とを混同しているともしている。

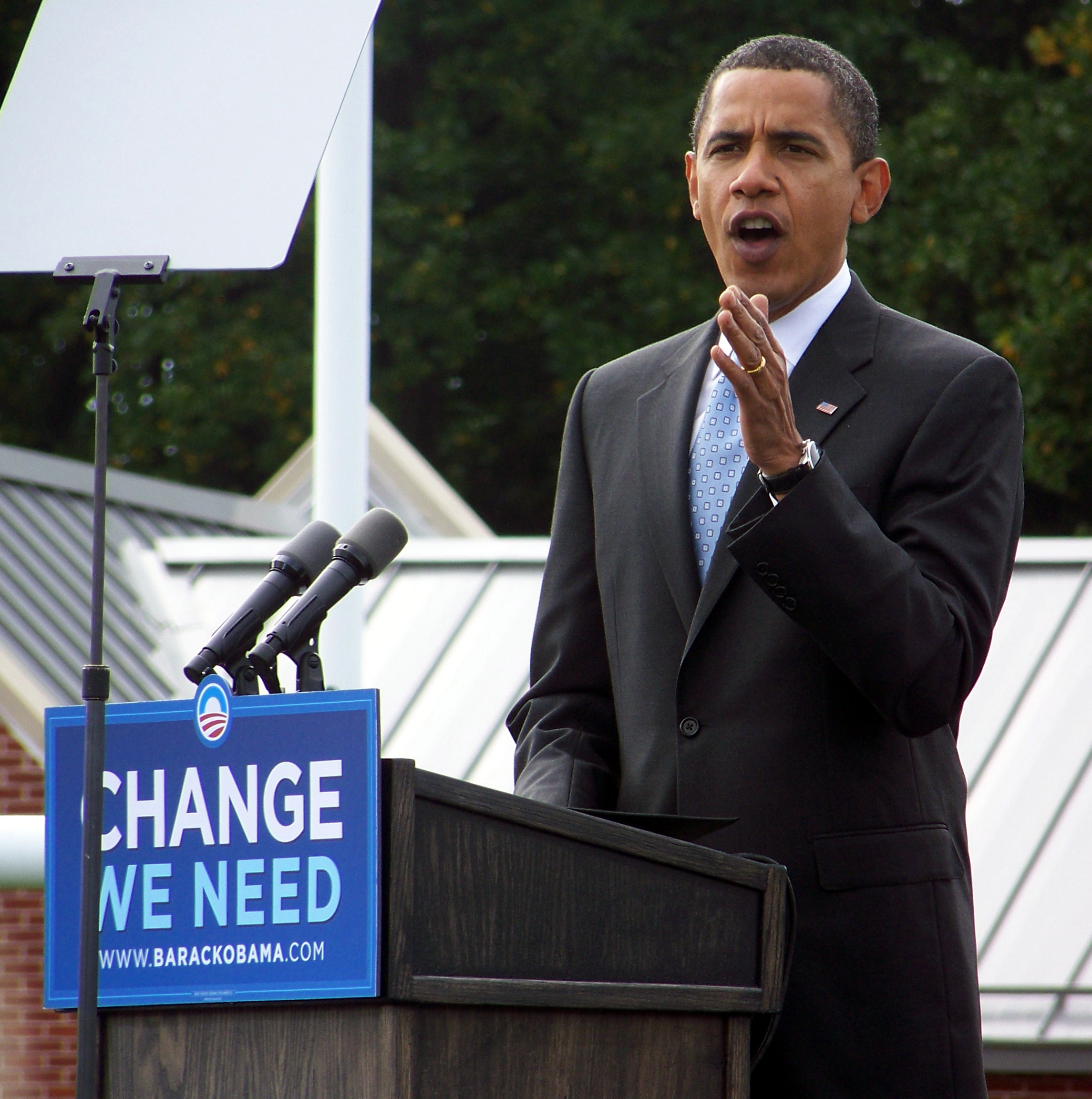
ムスリムを先祖に持つプロテスタントのバラク・オバマ大統領は、2009年4月次のように宣言している。
「合衆国は、現在も、未来もイスラムと敵対しない」

また、2009年にアメリカ合衆国大統領に就任したバラク・オバマは次のように宣言して、この長期にわたる紛争を終わらせようとしている。
「できる限りはっきり言わせてほしい。合衆国は現在も、これからも、決してイスラムと戦争状態にはない。事実、ムスリム世界との我々のパートナーシップは、すべての信仰を持つ人々が拒否する非主流派のもつ思想に戻ることに懐疑的である。」—バラク・オバマ、トルコにて、2009年4月

### イスラーム的観点からの批判
イスラームからの反イスラーム主義批判の中では、イスラームの他宗教に対する絶対的な優越性が強調され、故にイスラーム法に規定されたムスリムと非ムスリムとの間の人権的格差は区別であるとして、正当化している。このような立場に対しては反イスラーム主義者のみならず、反イスラーム主義を批判する文化相対主義者の間からも強い批判がある。以下に、反論の例を挙げる。

## 著名な反イスラーム主義者

### 欧米
- ジャン＝マリー・ル・ペン、マリーヌ・ル・ペン - フランスの極右政党、国民連合の元・現党首。
- アヤーン・ヒルシ・アリ - イスラームが女性を抑圧しているとして非難するソマリア人女性
- テリー・ジョーンズ - アメリカ・フロリダ州在住の牧師。イスラームをテロリズムの宗教だとして、国際クルアーン焼却日を呼びかけ）
- フランクリン・グラハム - アメリカのキリスト教伝道師、福音主義者。イスラームを邪悪な宗教と語った
- グレン・ベック - アメリカの右派系ニュースチャンネル「FOXニュース」の元コメンテーター。
- ピア・クラスゴー - デンマークの右翼政治家
- ハインツ＝クリスティアン・シュトラッヘ - オーストリアの右翼政治家
- ヘルト・ウィルダース - オランダのポピュリスト政治家
- ニック・グリフィン - イギリスの右翼政治家。
- ウンベルト・ボッシ - イタリアの政治家。ムスリム移民の排斥を唱える。
- ティロ・ザラツィン - ドイツ連邦銀行の元理事。ムスリム移民はドイツ社会にとって脅威と主張。
- アンネシュ・ベーリング・ブレイビク -ノルウェー連続テロ事件の実行犯。
- バート・ヨール - イスラームの異教徒に対する非寛容を強調するエジプト生まれユダヤ系イギリス人女性
- ドナルド・トランプ - アメリカの政治家、実業家、第45代米国大統領。選挙中からイスラム教徒の入国禁止などを訴え、イスラム圏6カ国の国民の米国入国を規制する大統領令13769号を出した。

### アジア
- ナレンドラ・モディ - インド首相。グジャラート州知事。かつてはヒンドゥー至上主義、反イスラーム主義の言動で知られる。
- アシン・ウィラトゥ - ミャンマーの高僧、国内のムスリムの排斥を唱える。

## 反イスラーム主義団体
- ユダヤ機動部隊 - Jewish Task Force。イスラームを狂信者、カルト、世界征服をたくらむ勢力の一種とし、抹殺を主張するユダヤ人極右団体
- イングランド防衛同盟 - ムスリム移民の排斥を訴えるイギリスの極右団体。略称はEDL。中心人物はトミー・ロビンソン。デンマーク、ノルウェーなどにも類似の団体がある。
- 西洋のイスラム化に反対する欧州愛国者 - ドイツの団体。略称はPEGIDA（ペギーダ）。
- 969運動 - ミャンマーの仏教過激派団体。イスラム系少数民族ロヒンギャの虐殺に影響を与えたとされる。
- 民族義勇団 - インドのヒンドゥー至上主義団体。反イスラム暴動に影響を与えているとされる。